# Свято-Отеческая церковь
Свято-Отеческая церковь (англ. Holy Fathers Church; полное название — Це́рковь в честь Святы́х Отцо́в Семи́ Вселе́нских Собо́ров (англ. The Holy Fathers Russian Orthodox of the Seven Ecumenical Councils) — храм Восточно-Американской и Нью-Йоркской епархии Русской Православной Церкви Заграницей, расположенный на Манхэттене в Нью-Йорке. Относится к Первому благочинническому округу епархии. Старейший приход РПЦЗ в Нью-Йорке.

## История
Приход был основан 12 февраля 1928 года архиепископом Аполлинарием (Кошевым) на Манхеттене между 128-й и 129-й улицей на 5-м авеню и стал первым приходом, основанным после отделения митрополита Платона (Рождественского) от Русской православной церкви заграницей.
В конце 1930-х годов, приход переехал на 153-ю улицу в западной части города в подвальное помещение. С годами, приход разрастался и стал духовной пристанью для сотен русских эмигрантов, покидавших Европу и Дальний Восток и поселившихся в Нью-Йорке. Благодаря деятельности многолетнего настоятеля протоиерея Александра Красноумова, начали собираться средства на сооружения настоящего храма.
В 1962 году под руководством протоиерея Сергия Каргая и старосты прихода М. Б. Гончарова, была куплена земля и воздвигнут настоящий каменный храм на 153-й удице кварталом выше. Также был приобретен приходской дом и устроена русская школа для детей. Епископ Манхеттенский Лавр (Шкурла) совершил освящение креста на куполе в 1967 году.
Главной святыней храма является первый список чудотворной Почаевской иконы Божией Матери, привезенный из Киева.